# Historic Crew Stadium
Historic Crew Stadium (anteriorment conegut com a Columbus Crew Stadium i Mapfre Stadium) és un estadi de futbol de la ciutat de Columbus (Ohio). Inaugurat el 15 de maig de 1999, és el primer estadi construït exclusivament per a la pràctica del futbol als Estats Units.
Des de la seva inauguració fins a mitjan 2021, ha estat la seu del Columbus Crew, club de la Major League Soccer, i té una capacitat per a 20.145 espectadors.
També hi han jugat les seleccions nacionals dels Estats Units masculines i femenines en partits internacionals com les tres victòries sobre Mèxic als anys 2001, 2005 i 2009 en partits classificatoris mundials.

## Orígens
L'equip de l'MLS de la ciutat de Columbus (Ohio), el Columbus Crew, va començar jugant els seus partits a l'Ohio Stadium en la temporada inaugural de l'MLS el 1996. No obstant això, pel fet que l'estadi era dissenyat pel futbol americà, mai va ser molt popular per l'equip ni pels aficionats. Quan es va començar a renovar l'estadi i el Columbus Crew es va veure obligat a buscar un altre estadi, el propietari de l'equip, l'empresari Lamar Hunt, va decidir construir un estadi propi per a la franquícia. Ell i el seu negoci, el Hunt Sports Group, van pagar totes les despeses de l'estadi que va costar 28.5 milions de dòlars (US$ 39.8 milions en dòlars de 2012). El Columbus Crew Stadium es va convertir en el primer estadi construït específicament per a futbol de l'MLS i és famós per haver iniciat una onada de construccions d'estadis específics per a futbol en tot el país.